# هیچوقت ناامیدت نخواهم کرد
«هیچوقت ناامیدت نخواهم کرد» (به انگلیسی: I Will Never Let You Down) ترانه‌ای از خوانندهٔ انگلیسی ریتا اورا می‌باشد که در ۱۳ مارس سال ۲۰۱۴ از سوی کلمبیا رکوردز و راک نیشن در کشورهای گوناگون منتشر گردید.